# إيتان هابر
إيتان هابر (بالعبرية: איתן הבר‏) هو شخصية أعمال وصحفي إسرائيل، ولد في 12 مارس 1940، وتوفي في 7 أكتوبر 2020. يُعد مختصًا في النشر والكتابة حول القضايا العسكرية والأمنية، وكان مرتبطًا لفترةٍ طويلةٍ مع رئيس وزراء إسرائيل إسحاق رابين.